# Institutul Național de Cercetare-Dezvoltare Aerospațială „Elie Carafoli”
Institutul Național de Cercetare-Dezvoltare Aerospațială „Elie Carafoli” (prescurtat INCAS, în trecut INCREST) este un institut de cercetare din București aflat în coordonarea Ministerului Cercetării, Inovării și Digitalizării.
În cadrul Institutului au fost realizate mai multe modele de avioane folosite de Forțele Aeriene Române: IAR-93, IAR-99.